# IC 4731
IC 4731 ist eine Linsenförmige Galaxie vom Hubble-Typ SB0/a im Sternbild Pfau am Südsternhimmel. Sie ist schätzungsweise 198 Millionen Lichtjahre von der Milchstraße entfernt und hat einen Durchmesser von etwa 90.000 Lichtjahren. 

Im selben Himmelsareal befinden sich u. a. die Galaxien IC 4726, IC 4730, IC 4735, IC 4737.
Das Objekt wurde am 20. Juli 1901 von DeLisle Stewart entdeckt.